# Begúnitsi
Begúnitsi (en rus: Бегуницы) és un poble de l'óblast de Leningrad, a Rússia, que el 2017 tenia 4.190 habitants.